# Kostel svatého Františka z Assisi (Turnov)
Římskokatolický filiální, bývalý konventní kostel svatého Františka z Assisi (svatého Františka Serafinského) v Turnově je původně raně barokní sakrální stavba, po přestavbě v klasicistně-empírovém stylu stojící na severní straně náměstí Českého ráje v Turnově. Od 3. května 1958 je chráněna jako kulturní památka České republiky.

## Historie

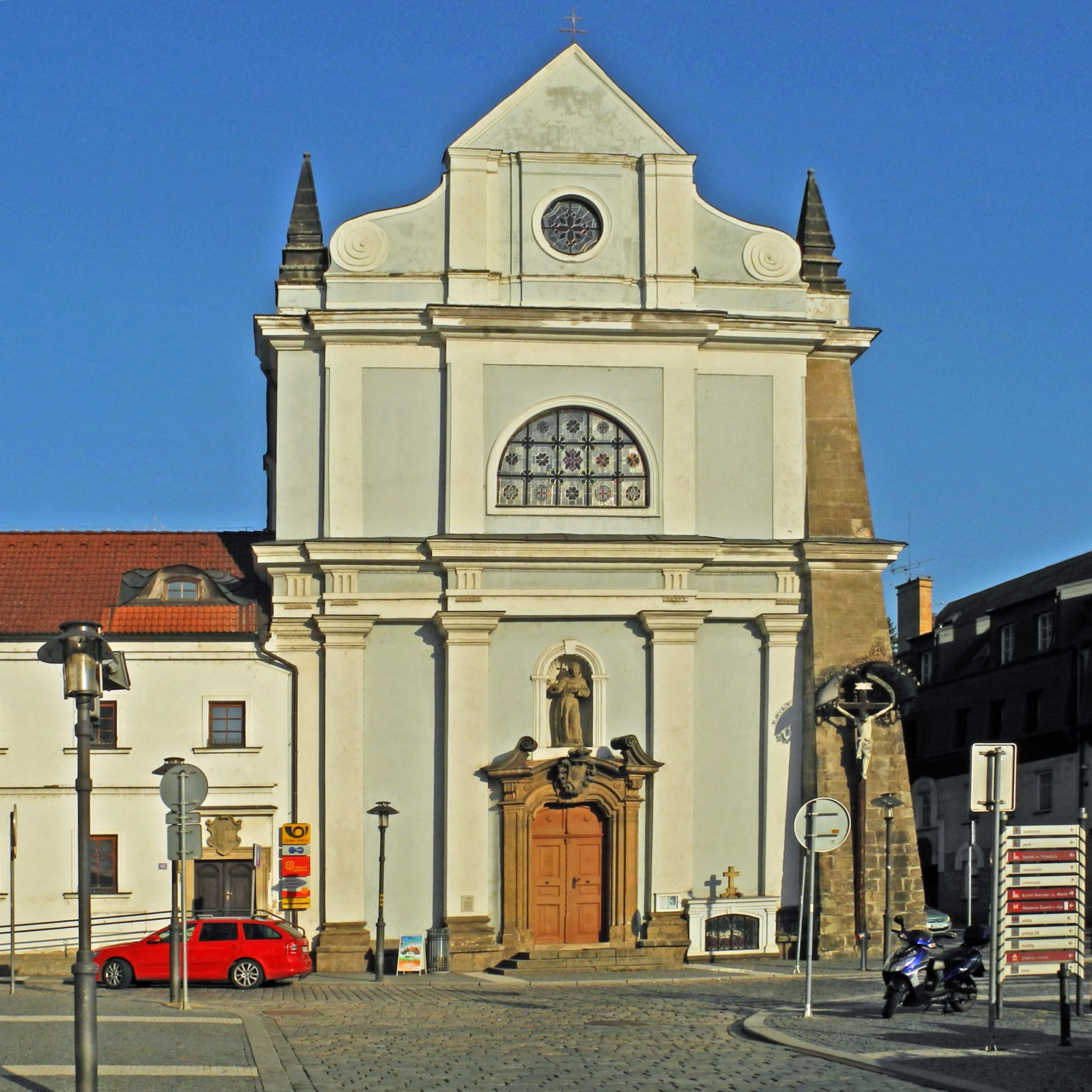
Průčelí kostela sv. Františka

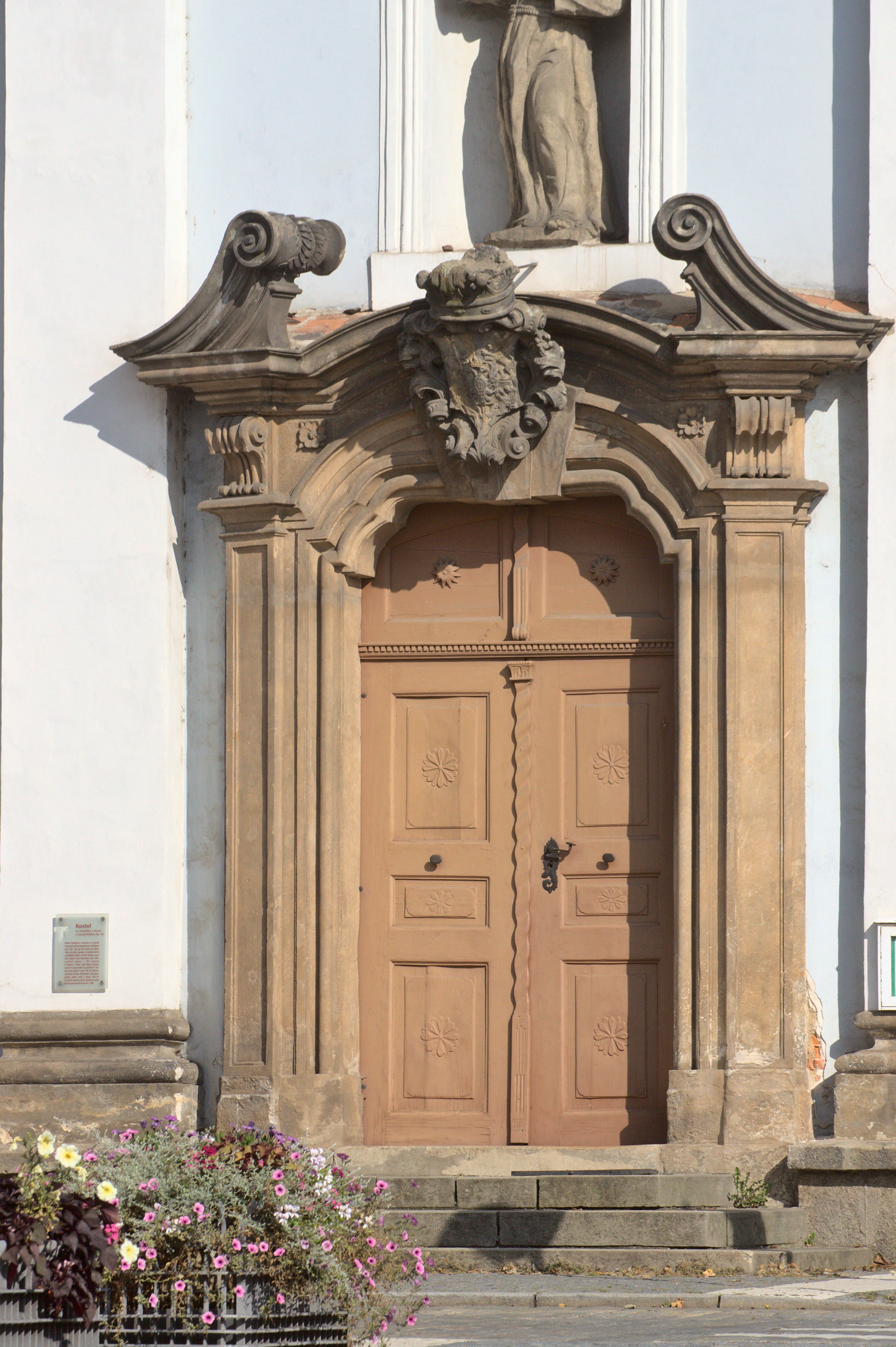
Detail vchodových dveří

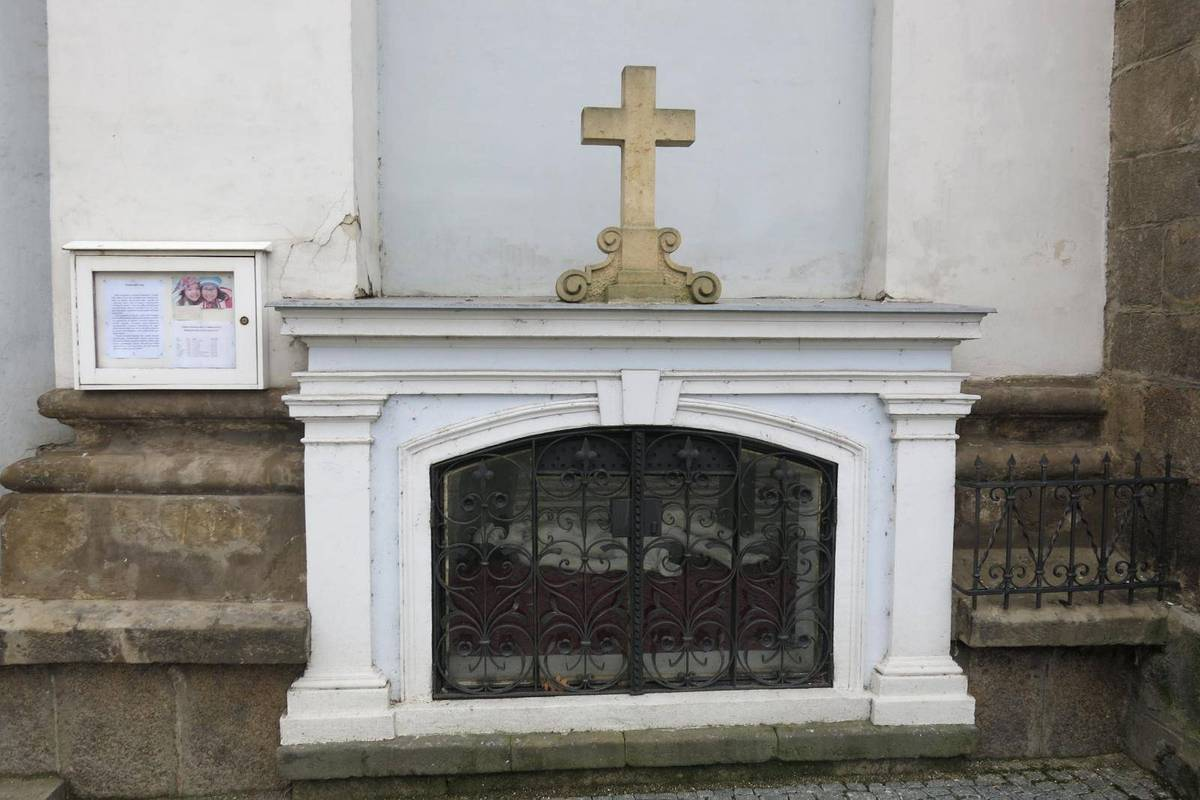
Kaplička Božího hrobu při vchodu do kostela

Kostel byl postaven společně s klášterem františkánů v letech 1651–1655 na náklady majitele panství Maxmiliána z Valdštejna. Základní kámen nové stavbě byl položen 1. května 1651. Kostel byl po dostavbě vysvěcen (konsekrován) v neděli 25. února 1657 pražským kardinálem Harrachem. O den později bylo do kostelní krypty uloženo tělo v květnu zemřelého Ferdinanda Arnošta z Valdštejna, syna Maxmiliána z Valdštejna. Kostel i s přilehlým konventem vyhořel na škaredou středu 20. dubna 1707 spolu s polovinou města, poničeno bylo požárem i veškeré vnitřní vybavení kostela. Obnovu kláštera včetně konventního kostela pak vedl valdštejnský stavitel Mikuláš Reimund (Niccolo Reimundi/Reimondi), za což se mu dostávalo platu třiceti až čtyřiceti zlatých měsíčně. Kamenické práce na obnově prováděl Nicolas Khützinger. Nové zvony byly na ještě nedokončený kostel instalovány již 19. března 1708, necelý rok po ničivém požáru. Kostel byl znovuvysvěcen (benedikován) na podzim 1709. Roku 1803 pak kostel znovu vyhořel. Nejenže shořelo veškeré vnitřní vybavení kostela, krom hlavního oltáře, ale pár dní po požáru došlo ke zřícení průčelí vyhořelého kostela do prostoru lodě z důvodu silného větru. Delší dobu byl kostel ponechán v zanedbaném stavu a k jeho zastřešení došlo až roku 1806. Kompletně pak byl obnoven mezi lety 1822–1824. Tehdy získal kostel svou klasicistně-empírovou podobu. K opětovnému vysvěcení (benedikování) kostela došlo 1. srpna 1822. Kostel tehdy vysvětil libuňský děkan Karel Meinhard Zelinka. V roce 1996 došlo k obnově vnější fasády kostela a následovaly opravy interiéru, jenž byly zakončeny slavnostním požehnáním po opravě, které provedl 28. listopadu 1998 litoměřický biskup Josef Koukl. Bývá uváděno, že kostel by v historii doposud celkem čtyřikrát svěcen (25. února 1657, podzim 1709, 1. srpna 1822 a 28. listopadu 1998) nicméně liturgicko-kanonický se jedná o jednu konsekraci a tři benedikce po opravě kostela.
Kostel od svého vzniku až do 1. července 1784 náležel do jurisdikce pražské arcidiecéze. Od té doby, v důsledku josefinských reforem, spadá pod jurisdikci litoměřického biskupa.
Duchovní správci kostela jsou uvedeni na stránce: Římskokatolická farnost – děkanství Turnov.

## Architektura

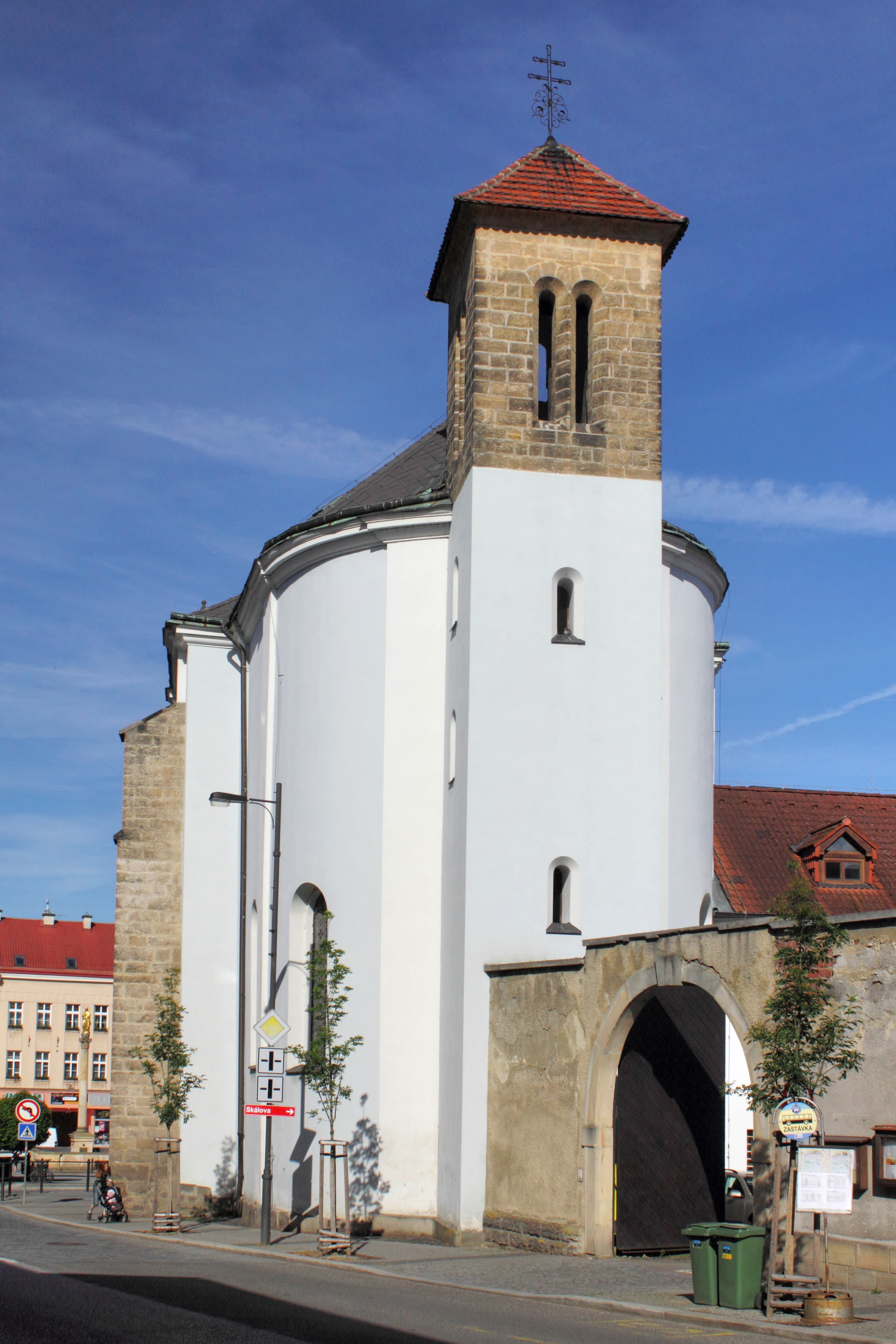
Pseudorománská zvonice v závěru turnovského kostela

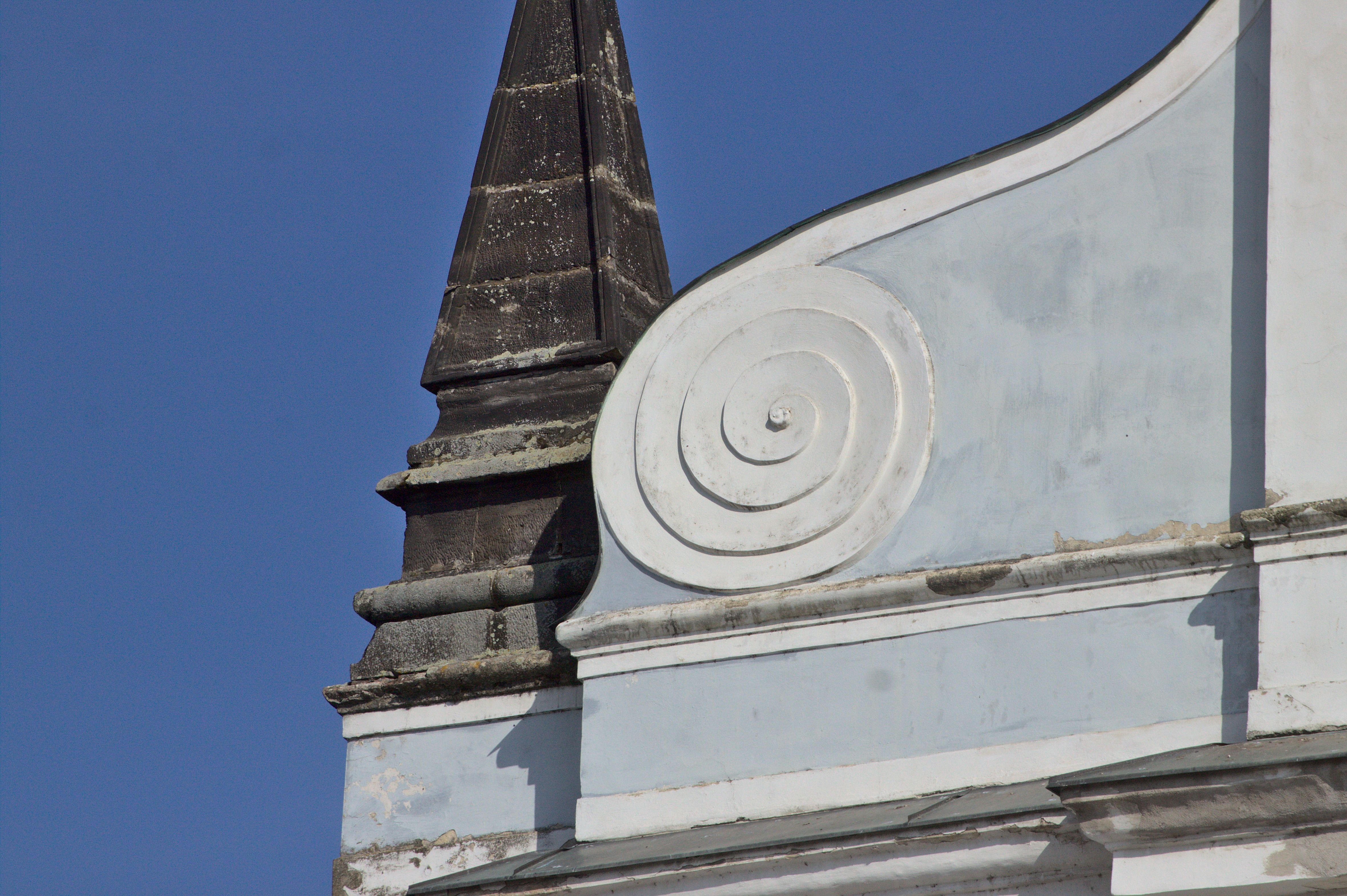
Deital voluty ve štítě

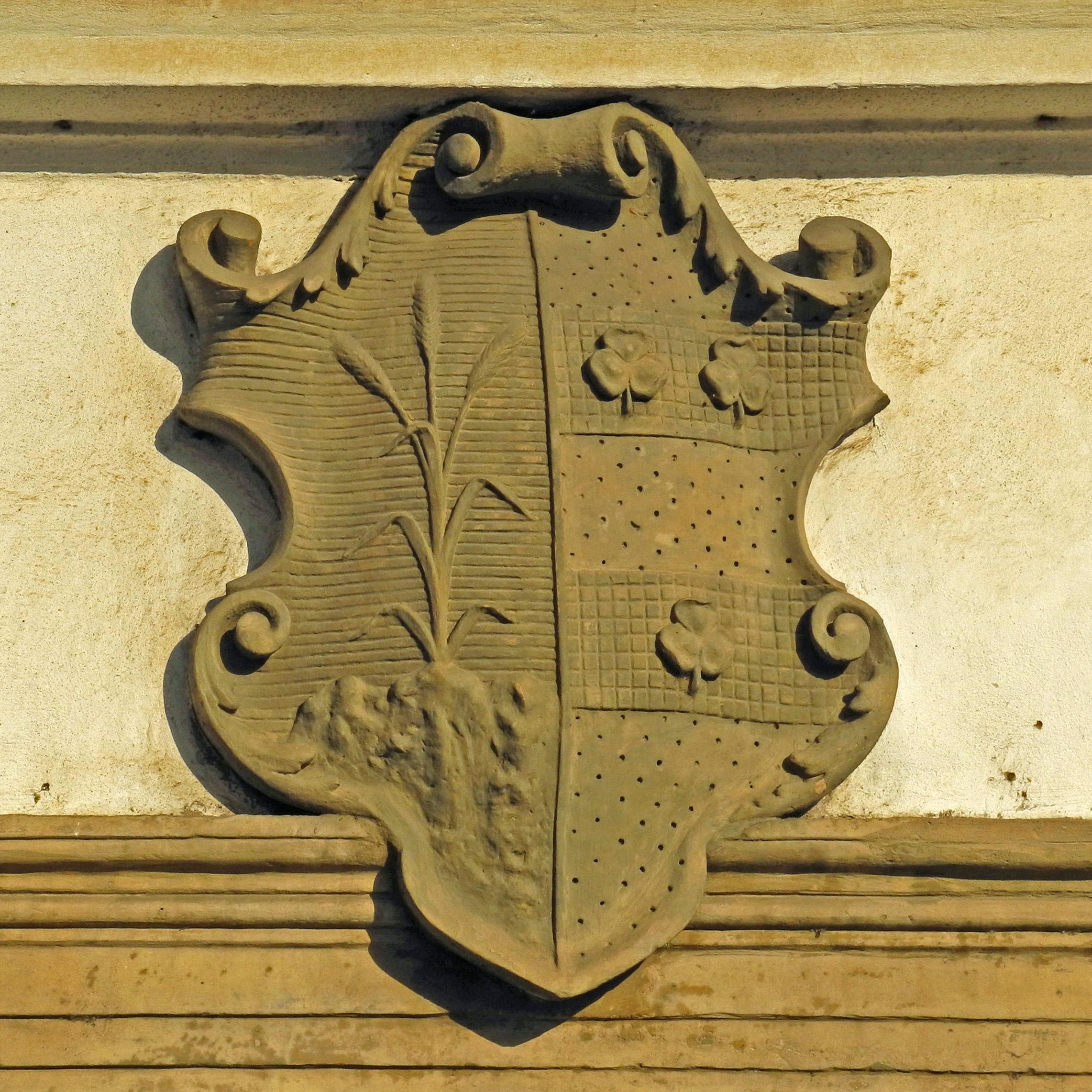
Erb Lexů von Aehrenthal vlevo od vchodu do kostela

Jedná se o jednolodní orientovanou obdélníkovou stavbu, zpevněnou opěráky na jižní straně. Tyto opěrné pilíře pocházejí z dob první opravy kostela v roce 1672, kdy hrozilo zřícení této jižní stěny v souvislosti se zavodněním základů. Má půlkruhově uzavřený presbytář s rozměrem devět metrů. Na východní straně presbytáře ke kostelu přiléhá pseudorománská kamenná hranolová zvonice z roku 1842. Hlavní průčelí kostela je postaveno přímo do náměstí. Průčelí má rizalit a je dvoupatrové. V dolní části je členěno čtyřmi toskánskými pilastry s kladím, v patře je členěno lizénami a lunetovým oknem. Průčelí je zakončené volutovým štítem. Barokní vstupní portál je z roku 1707, jedná se o jedinou dochovanou část barokního exteriéru. Nad ním se nachází Valdštejnský erb a nika s pískovcovou sochou sv. Františka z Assisi V průčelí kostela se nachází Boží hrob vytvořený roku 1781 P. Jakubem Chaloupkou. Nalevo od něj se stojí u největšího z pískovcových opěráků velký, přibližně šestimetrový dřevěný kříž s plastikou Krista.
Kostelní loď má po dvou půlkruhových oknech ve výšce prvního patra na severní a jižní straně. Vnitřek kostela je sklenut valenou klenbou s lunetami a je členěn pilastry.

## Zařízení
Původní zařízení se nezachovalo, neboť bylo zničeno během požáru v roce 1707. Přesto je nám znám jeho popis. Hlavní oltář v presbytáři obsahoval obraz Narození Páně, na evangelní straně stál oltář sv. Františka z Assisi s obrazem Porciunkule. Boční oltář na epištolní straně byl osazen obrazem sv. Antonína Paduánského. Kostel měl ještě další, malý mariánský oltář u vchodu do kostela na epištolní straně. Další oltář pod kostelní kruchtu přibyl v roce 1688, jeho autorem byl Adam Fiala, turnovský truhlář a jeho zasvěcení bylo Svatému Kříži a Bolestné Panně Marii. Před požárem v roce 1707 se v kostele prokazatelně musela nacházet socha či obraz sv. Jana Nepomuckého, neboť pražská biskupská konsistoř žádala v srpnu 1707 informace od turnovských františkánů o údajném zázračném ušetření sochy či obrazu tohoto světce před dubnovým ničivým požárem v souvislosti s otevřením kanonizačního procesu s tímto světcem.
Po požáru byl kostel nově vybaven v barokním stylu. Boční oltáře sv. Františka a sv. Antonína byly do kostela převezeny již rok po požáru - v srpnu 1708 z Doks. Ještě téhož roku byly do chóru kostela instalovány i nové varhany. Hlavní, portálový sloupový oltář také pochází z roku 1708. Nachází se na něm kopie Correggiova obrazu Narození Krista a sochy sv. Kateřiny a sv. Barbory. Oltářní obrazy sv. Františka a Narození Páně jsou dílem Jana Jiřího Hertla. Oltář Panny Marie byl obnoven roku 1725 a byla naň umístěna kopie obrazu Madony Svatotomské. Téhož roku byly na oltář sv. Josefa umístěny obrazy svatých Petra z Alkantary a Jana Nepomuckého.
Obraz sv. Linharta z roku 1789 namaloval J. Hisler. Sochy sv. Jana Křtitele a sv. Václava na kruchtě z let 1708-1711 jsou dílem Pavla Rožáta z Mnichova Hradiště. Kazatelna je rokoková z konce 18. století.
Před hlavním oltářem se nachází fundátorská krypta, jež po jistou dobu sloužila za rodovou hrobku mnichovohradišťské větvi rodu Valdštejnů. Prvním pohřbeným byl hrabě Ferdinand Arnošt, druhý fundátor kostela, jenž zesnul v květnu 1657, jen několik měsíců před slavnostním vysvěcením kostela. Proti vchodu do kostela, patrně bočnímu, byla vystavěna také hrobka pro řádové bratry (crypta fratrum versus portam templi). Zemřelých mnichů v ní mezi lety 1657–1787 spočinulo 75. Krom toho byla od roku 1680 využívána i pro pohřbívání světských osob, diecézních kněží a zejména terciářů. Tato těla byla v roce 1705 přesunuta do hrobky pro saeculares - světské osoby uprostřed kostelní lodi. Jako rodovou hrobku kryptu kostela patrně využíval i rod rytířů Lamotte z Frintroppu.